# Раковски (Добричская область)
Раковски (болг. Раковски) — село в Болгарии. Находится в Добричской области, входит в общину Каварна. Население составляет 310 человек.

## Политическая ситуация
В местном кметстве Раковски, в состав которого входит Раковски, должность кмета (старосты) исполняет Пламен Василев Жиков (Болгарская социал-демократия (БСД)) по результатам выборов правления кметства.
Кмет (мэр) общины Каварна — Цонко Здравков Цонев (независимый) по результатам выборов в правление общины.